# Rijksbeschermd gezicht Makkum
Gezicht Makkum is een van rijkswege beschermd dorpsgezicht in Makkum in de Nederlandse provincie Friesland. De procedure voor aanwijzing werd gestart op 1 oktober 1984. Het gebied werd op 27 januari 1987 definitief aangewezen. Het beschermd gezicht beslaat een oppervlakte van 30,9 hectare.
Panden die binnen een beschermd gezicht vallen krijgen niet automatisch de status van beschermd monument. Wel zal de gemeente het bestemmingsplan aanpassen om nieuwe ontwikkelingen in het gebied te reguleren. De gezichtsbescherming richt zich op de stedenbouwkundige en cultuurhistorische waardering van een gebied en wil het toekomstig functioneren daarvan veiligstellen.